# Хан Бухарского ханства
Хан Бухарского ханства (Бухарский хан) (узб. Buxoro xoni) — высшая государственная должность в Бухарском ханстве в 1500—1785 годы.
Титул хана в Бухарском ханстве носили правители узбекских династий Шейбанидов, Аштарханидов и Мангытов.
Династия Шейбанидов (1500—1601)
Основатель узбекской династии Шейбанидов Шейбани-хан (1500—1510), завоевав государство Тимуридов в Мавераннахре, создал государство Шейбанидов.
Его племянник Убайдулла-хан (1533—1540) перенёс в 1533 году столицу своего государства из Самарканда в Бухару. С этого времени государство Шейбанидов называют Бухарским ханством.
Последним ханом этой династии был Пирмухаммед-хан II (1598—1601).
Династия Аштарханидов (Джанидов) (1601—1753/85)
Первым ханом из династии Аштарханидов был Джани Мухаммад (1601—1603), последним — Абулфейз-хан (1711—1747).
В 1753 Аштарханиды фактически лишились трона, уступив его предводителю узбекского рода Мангыт и основателю династии Мангытов Мухаммеду Рахиму, однако номинально до 1785 продолжали считаться бухарскими ханами.
Династия Мангытов (1753/85—1920)
В 1747 году, после убийства Абулфейз-хана, фактическая власть полностью перешла в руки основателя узбекской династии Мангытов Мухаммад Рахима (1747—1758). Он до 1753 года правил страной с титулом аталыка и до 1756 года с титулом эмира. Он назначил номинальными ханами преемников Абулфейз-хана — аштарханидов Абдулмумин-хана (1747—1751), Убайдулла-хана III (1751—1754) и Ширгази-хана (1754—1756).
Несмотря на то, что Мангыты не были Чингизидами, в 1756 году Мухаммад Рахим объявил себя ханом.
После смерти основателя узбекской династии мангытов Мухаммад Рахим-хана в 1758 году, из-за отсутствия сыновей у покойного, ханами были выбраны первоначально его внук от дочери — Фазил-бий (1758-1758) и после аштарханид — Абулгази-хан (1758-1785). Но фактическая власть в государстве была в руках дяди Мухаммад Рахим-хана — Даниял-бия, довольствовавшийся титулом аталыка.
После смерти Даниял-бия и Абулгази-хана сын Даниял-бия, Шахмурад начал править государством титулом эмира и более бухарские эмиры не возводили подставных ханов.

## Список ханов Бухарского ханства
| №  | Хан                | Годы жизни | Правление | Примечание                                         |
| -- | ------------------ | ---------- | --------- | -------------------------------------------------- |
| 1  | Шейбани-хан        | 1451—1510  | 1500—1510 | Первый хан из династии Шейбанидов                  |
| 2  | Суюнчходжа-хан     | 1454—1524  | 1511—1512 |                                                    |
| 3  | Кучкунджи-хан      | 1452—1530  | 1512—1530 |                                                    |
| 4  | Абу Саид-хан       | 1472—1533  | 1530—1533 |                                                    |
| 5  | Убайдулла-хан I    | 1487—1540  | 1533—1540 |                                                    |
| 6  | Абдулла-хан I      | 1490—1540  | 1540—1540 |                                                    |
| 7  | Абдулазиз-хан I    | 1513—1550  | 1540—1550 | Правил в Бухаре                                    |
| 7  | Абдуллатиф-хан     | 1495—1552  | 1540—1551 | Правил в Самарканде                                |
| 8  | Бурхан-султан      | ????—1557  | 1552—1557 | Правил в Бухаре                                    |
| 8  | Науруз Ахмед-хан   | 1510—1556  | 1551—1556 | Правил в Самарканде                                |
| 9  | Пирмухаммед-хан I  | 1511—1561  | 1556—1561 |                                                    |
| 10 | Искандер-хан       | 1512—1583  | 1561—1583 |                                                    |
| 11 | Абдулла-хан II     | 1534—1598  | 1583—1598 |                                                    |
| 12 | Абдалмумин-хан I   | 1568—1598  | 1598-1599 |                                                    |
| 13 | Пирмухаммед-хан II | 1570—1601  | 1598—1599 | Последний хан из династии Шейбанидов               |
| 14 | Баки Мухаммад      | 1579—1605  | 1603—1606 | хан из династии Аштарханидов                       |
| 15 | Вали Мухаммад      | ????—1611  | 1606—1611 |                                                    |
| 16 | Имамкули-хан       | 1583—1644  | 1611−1642 |                                                    |
| 17 | Надир Мухаммад     | 1594—1651  | 1642—1645 |                                                    |
| 18 | Абдулазиз-хан II   | 1614—1683  | 1645—1681 |                                                    |
| 19 | Субханкули-хан     | 1625—1702  | 1681—1702 |                                                    |
| 20 | Убайдулла-хан II   | 1675—1711  | 1702—1711 |                                                    |
| 21 | Абулфейз-хан       | 1687—1747  | 1711—1747 | Последний хан из династии Аштарханидов             |
| 22 | Абдулмумин-хан II  | 1738—1751  | 1747—1751 | Первый номинальный хан из династии Аштарханидов    |
| 23 | Убайдулла-хан III  | 1747—1754  | 1751—1754 |                                                    |
| 24 | Абулгази-хан       | ????—1785  | 1754—1756 |                                                    |
| 25 | Мухаммад Рахим-хан | 1713—1758  | 1756−1758 | Хан из династии Мангытов                           |
| 26 | Фазил-бий          | 1752—1758  | 1758—1758 | Номинальный хан из династии Мангытов               |
| 27 | Абулгази-хан       | ????—1785  | 1758—1785 | Последний номинальный хан из династии Аштарханидов |